# Julio César Gaona
Julio César Gaona (Jardín América, Misiones, Argentina, 10 de julio de 1973) es un exfutbolista argentino. Jugaba de arquero. Tuvo pasos por clubes de su país Argentina, Chile, Paraguay y Colombia. Actualmente se desempeña como entrenador de arqueros en Crucero del Norte.

## Como DT
- Entrenador de arqueros en Crucero del Norte.
- Ayudante de campo de Derlis Soto en el Club Deportivo Caaguazú de Paraguay.

## Clubes
| Club                      | País      | Año         |
| ------------------------- | --------- | ----------- |
| Sportivo Luqueño          | Paraguay  | 1994 - 1995 |
| Quilmes                   | Argentina | 1996 - 1998 |
| Arsenal de Sarandí        | Argentina | 1998 - 1999 |
| Atlético Rafaela          | Argentina | 1999 - 2001 |
| Olimpo de Bahía Blanca    | Argentina | 2001 - 2002 |
| Atlético Junior           | Colombia  | 2002        |
| Rosario Central           | Argentina | 2003 - 2004 |
| Olimpo de Bahía Blanca    | Argentina | 2004 - 2005 |
| Unión Española            | Chile     | 2006        |
| 3 de Febrero              | Paraguay  | 2007 - 2008 |
| Crucero del Norte         | Argentina | 2009 - 2013 |
| Sol de América de Formosa | Argentina | 2014 - 2015 |